# Gubernatorzy Falklandów

Flaga gubernatora Falklandów.

Gubernator Falklandów reprezentuje brytyjską monarchię. Jest powoływany przez monarchę na wniosek brytyjskiego rządu. Od 1985 gubernator Falklandów jest także Komisarzem Georgii Południowej i Sandwicha Południowego.
Gubernator posiada własną flagę, przedstawiającą flagę Wielkiej Brytanii z herbem Falklandów pośrodku.
W przeszłości wyspy przechodziły w posiadanie Argentyny, Hiszpanii i Francji. Każde z tych państw ustanawiało własnych przedstawicieli.

## Lista gubernatorów

### Administratorzy francuscy w Fort St. Louis
| Od   | Do   | Administrator                 |
| ---- | ---- | ----------------------------- |
| 1764 | 1767 | Antoine Louis de Bougainville |

### Wojskowi administratorzy brytyjscy w Port Egmont
| Od   | Do   | Administrator                 |
| ---- | ---- | ----------------------------- |
| 1767 | 1768 | Capt. John McBride            |
| 1768 | 1769 | Capt. Rayner                  |
| 1769 | 1770 | Capt. Anthony Hunt            |
| 1770 | 1770 | Capt. George Farmer           |
| 1771 | 1772 | Capt. John Burr               |
| 1773 | 1776 | Lt. Samuel Wittewrong Clayton |

### Wojskowi administratorzy hiszpańscy w Port Soledad
| Od   | Do   | Administrator                       |
| ---- | ---- | ----------------------------------- |
| 1767 | 1773 | Felipe Ruíz Puente                  |
| 1773 | 1774 | Domingo Chauria                     |
| 1774 | 1777 | Francisco Gil Lemos                 |
| 1777 | 1779 | Ramón de Carassa                    |
| 1779 | 1781 | Salvador de Medina                  |
| 1781 | 1783 | Jacinto de Altolaguirre             |
| 1783 | 1784 | Fulgencio Montemayor                |
| 1784 | 1786 | Augustín Figueroa                   |
| 1786 | 1787 | Pedro de Mesa y Casto               |
| 1787 | 1788 | Ramón Clairac                       |
| 1788 | 1789 | Pedro de Mesa y Casto (drugi raz)   |
| 1789 | 1790 | Ramón Clairac                       |
| 1790 | 1791 | Juan José de Elizalde               |
| 1791 | 1792 | Pedro Pablo Sanguinetto             |
| 1792 | 1793 | Juan José de Elizalde               |
| 1793 | 1794 | Pedro Pablo Sanguinetto             |
| 1794 | 1795 | José Aldana Ortega                  |
| 1795 | 1796 | Pedro Pablo Sanguinetto (drugi raz) |
| 1796 | 1797 | José Aldana Ortega                  |
| 1797 | 1798 | Luis de Medina Torres               |
| 1798 | 1799 | Francisco Javier de Viana           |
| 1799 | 1800 | Luis de Medina Torres (drugi raz)   |
| 1800 | 1801 | Francisco Javier de Viana           |
| 1801 | 1802 | Ramón Fernández Villegas            |
| 1802 | 1803 | Bernardo Bonavía                    |
| 1803 | 1804 | Antonio Leal de Ibarra              |
| 1804 | 1805 | Bernardo Bonavía                    |
| 1805 | 1806 | Antonio Leal de Ibarra              |
| 1806 | 1809 | Bernardo Bonavía                    |
| 1809 | 1810 | Gerardo Bordas                      |
| 1810 | 1811 | Pablo Guillén                       |

### Gubernatorzy argentyńscy w Port Soledad (Port Louis)
| Od   | Do   | Gubernator              |
| ---- | ---- | ----------------------- |
| 1820 | 1821 | Daniel Jewitt           |
| 1821 | 1822 | Guillermo Mason         |
| 1823 | 1828 | Pablo Areguatyi         |
| 1829 | 1831 | Luis Vernet             |
| 1832 | 1832 | Juan Esteban Mestivier  |
| 1832 | 1833 | Capt. Jose Maria Pinedo |

### Wojskowi administratorzy brytyjscy w Fort Louis
| Od   | Do   | Administrator                |
| ---- | ---- | ---------------------------- |
| 1833 | 1833 | William Dickson (tymczasowo) |
| 1833 | 1838 | Lt. Henry Smith              |
| 1838 | 1839 | Lt. Robert Lowcay            |
| 1839 | 1839 | Lt. Robinson                 |
| 1839 | 1841 | Lt. John Tyssen              |

### Gubernatorzy porucznicy Falklandów w Anson's Harbour
| Od   | Do   | Gubernator                |
| ---- | ---- | ------------------------- |
| 1841 | 1843 | Lt. Richard Clement Moody |

### Gubernatorzy Falklandów w Port Stanley
| Od   | Do              | Gubernator                             |
| ---- | --------------- | -------------------------------------- |
| 1843 | 1848            | Lt. Richard Clement Moody              |
| 1848 | 1855            | Lt. George Rennie                      |
| 1855 | 1862            | Capt. Thomas Edward Laws Moore         |
| 1862 | 1866            | Capt. James George Mackenzie           |
| 1866 | 1870            | William Cleaver Francis Robinson       |
| 1870 | 1876            | George Abbas Kooli D'Arcy              |
| 1876 | 1880            | Jeremiah Thomas Fitzgerald Callaghan   |
| 1880 | 1886            | Thomas Kerr                            |
| 1886 | 1887            | Arthur Cecil Stuart Barkly             |
| 1887 | 1891            | Thomas Kerr                            |
| 1891 | 1897            | Sir Roger Tuckfield Goldsworthy        |
| 1897 | 1904            | Sir William Grey-Wilson                |
| 1904 | 1915            | Sir William Lamond Allardyce           |
| 1915 | 1920            | Sir William Douglas Young              |
| 1920 | 1927            | Sir John Middleton                     |
| 1927 | 1931            | Sir Arnold Weinholt Hodson             |
| 1931 | 1934            | Sir James O’Grady                      |
| 1935 | 1941            | Sir Herbert Henniker-Heaton            |
| 1941 | 1946            | Sir Allan Wolsey Cardinall             |
| 1946 | 1954            | Sir Geoffrey Miles Clifford            |
| 1954 | 1957            | Sir Oswald Raynor Arthur               |
| 1957 | 1964            | Sir Edwin Porter Arrowsmith            |
| 1964 | 1970            | Sir Cosmo Dugal Patrick Thomas Haskard |
| 1971 | 1975            | Sir Ernest Gordon Lewis                |
| 1975 | 1977            | Sir Neville Arthur Irwin French        |
| 1977 | 1980            | Sir James Roland Walter Parker         |
| 1980 | 2 kwietnia 1982 | Sir Rex Masterman Hunt                 |

### Wojskowi dowódcy argentyńscy w Puerto Argentino
| Od              | Do              | Dowódca                                   |
| --------------- | --------------- | ----------------------------------------- |
| 2 kwietnia 1982 | 3 kwietnia 1982 | Generał Oswaldo Jorge Garcia (tymczasowo) |
| 3 kwietnia 1982 | 14 czerwca 1982 | Brygadier Generał Mario Benjamín Menéndez |

### Wojskowy dowódca brytyjski w Port Stanley
| Od              | Do              | Dowódca                     |
| --------------- | --------------- | --------------------------- |
| 14 czerwca 1982 | 25 czerwca 1982 | Brygadier John Jeremy Moore |

### Cywilny Komisarz Falklandów w Port Stanley
| Od              | Do                   | Komisarz               |
| --------------- | -------------------- | ---------------------- |
| 25 czerwca 1982 | 16 października 1985 | Sir Rex Masterman Hunt |

### Gubernatorzy Falklandów w Stanley
| Od   | Do   | Gubernator                  |
| ---- | ---- | --------------------------- |
| 1985 | 1988 | Gordon Wesley Jewkes        |
| 1988 | 1992 | William Hugh Fullerton      |
| 1992 | 1996 | David Everard Tatham        |
| 1996 | 1999 | Richard Peter Ralph         |
| 1999 | 2002 | Donald Alexander Lamont     |
| 2002 | 2002 | Russ Jarvis (tymczasowo)    |
| 2002 | 2006 | Howard John Stredder Pearce |
| 2006 | 2006 | Harriet Hall (tymczasowo)   |
| 2006 | 2010 | Alan Huckle                 |
| 2010 | 2014 | Nigel Haywood               |
| 2014 |      | Colin Roberts               |